# Echte fluitkikkers
Echte fluitkikkers (Leptodactylus) zijn een geslacht van kikkers uit de familie fluitkikkers (Leptodactylidae).
De wetenschappelijke naam van het geslacht werd in 1826 voorgesteld door Leopold Fitzinger, waarbij hij er drie soorten in plaatste: Rana typhonia, R. sibilatrix (=R. fusca) en R. mystacea. In 1843 wees Fitzinger zelf Rana typhonia als typesoort aan. In 1830 publiceerde Johann Georg Wagler de geslachtsnaam Cystignathus, met de soorten Rana mystacea, R. typhonia, R. sibilatrix, R. pachypus, R. labyrinthica en R. ocellata. In 1843 selecteerde Fitzinger daaruit Rana pachypus als de typesoort. Ondanks de duidelijke overlap in soorten, en hoewel Leptodactylus van de twee de oudste naam is, hebben in de halve eeuw volgend op de publicatie van de namen, diverse auteurs nieuwe soorten een plaats gegeven in het geslacht Cystignathus. Daaronder Duméril en Bibron (1840), Albert Günther (1859), Hermann Burmeister (1861), Reinhardt en Lütken (1862), Edward Drinker Cope (1862), en Paul Brocchi (1877).
Er worden 74 soorten in het geslacht geplaatst. Alle soorten komen voor in Noord- en Zuid-Amerika met inbegrip van de Caraïben.

## Synoniemen
- Cystignathus Wagler, 1830; typesoort: Cystignathus pachypus Wagler, 1830
- Gnathophysa Fitzinger, 1843; typesoort: Cystignathus labyrinthica Spix, 1824
- Sibilatrix Fitzinger, 1843; typesoort: Cystignathus gracilis Duméril & Bibron, 1841
- Plectromantis Peters, 1862; typesoort: Plectromantis wagneri Peters, 1862
- Entomoglossus Peters, 1870; typesoort: Entomoglossus pustulatus Peters, 1870
- Pachypus Lutz, 1930
- Cavicola Lutz, 1930
- Parvulus Lutz, 1930; typesoort: Leptodactylus nanus Müller, 1922
- Vanzolinius Heyer, 1974; typesoort: Leptodactylus discodactylus Boulenger, 1883

## Soorten
- Leptodactylus albilabris
- Leptodactylus bolivianus – Boliviaanse fluitkikker
- Leptodactylus bufonius
- Leptodactylus caatingae
- Leptodactylus camaquara
- Leptodactylus chaquensis
- Leptodactylus colombiensis
- Leptodactylus cunicularius
- Leptodactylus cupreus
- Leptodactylus didymus
- Leptodactylus diedrus
- Leptodactylus discodactylus
- Leptodactylus elenae
- Leptodactylus fallax
- Leptodactylus flavopictus
- Leptodactylus fragilis
- Leptodactylus furnarius
- Leptodactylus fuscus
- Leptodactylus gracilis
- Leptodactylus griseigularis
- Leptodactylus guianensis
- Leptodactylus hylodes
- Leptodactylus insularum
- Leptodactylus jolyi
- Leptodactylus knudseni
- Leptodactylus labrosus
- Leptodactylus labyrinthicus
- Leptodactylus laticeps
- Leptodactylus latinasus
- Leptodactylus latrans
- Leptodactylus lauramiriamae
- Leptodactylus leptodactyloides
- Leptodactylus lithonaetes
- Leptodactylus longirostris
- Leptodactylus macrosternum
- Leptodactylus magistris
- Leptodactylus marambaiae
- Leptodactylus melanonotus
- Leptodactylus myersi
- Leptodactylus mystaceus
- Leptodactylus mystacinus
- Leptodactylus natalensis
- Leptodactylus nesiotus
- Leptodactylus notoaktites
- Leptodactylus oreomantis
- Leptodactylus paraensis
- Leptodactylus pascoensis
- Leptodactylus pentadactylus – Reuzenfluitkikker
- Leptodactylus peritoaktites
- Leptodactylus petersii
- Leptodactylus plaumanni
- Leptodactylus podicipinus
- Leptodactylus poecilochilus
- Leptodactylus pustulatus
- Leptodactylus rhodomerus
- Leptodactylus rhodomystax
- Leptodactylus rhodonotus
- Leptodactylus riveroi
- Leptodactylus rugosus
- Leptodactylus sabanensis
- Leptodactylus savagei
- Leptodactylus sertanejo
- Leptodactylus silvanimbus
- Leptodactylus spixi
- Leptodactylus stenodema
- Leptodactylus syphax
- Leptodactylus tapiti
- Leptodactylus troglodytes
- Leptodactylus turimiquensis
- Leptodactylus validus
- Leptodactylus vastus
- Leptodactylus ventrimaculatus
- Leptodactylus viridis
- Leptodactylus wagneri